# Pandalopsis gibba
Pandalopsis gibba is een garnalensoort uit de familie van de Pandalidae. De wetenschappelijke naam van de soort is voor het eerst geldig gepubliceerd in 2002 door Komai & Takeda.